# Ajoy Chakrabarty
Pour les articles homonymes, voir Chakraborty.
Pandit Ajoy Chakrabarty est un chanteur, parolier et compositeur de musique hindoustanie, ainsi qu'un guru. Considéré comme étant l'une des figures majeures de la musique classique indienne, il s'est illustré dans d'autres genres et s'est vu décerner le Padma Bhushan en 2020.

## Biographie
Ajoy Chakrabarty est né à Calcutta après que son père ait quitté Mymensingh (aujourd'hui au Bangladesh) pendant la partition des Indes. Il fut élevé à Shyamnagar, West Bengal (en) avec son frère Sanjay Chakraborty, devenu aujourd'hui un compositeur et un parolier. Diplômé de l'université Rabindra Bharati, il intégra en 1978 l'ITC Sangeet Research Academy (en), une académie de musique hindoustanie qui a aussi travaillé avec des musiciens tels que Ulhas Kashalkar (en), Girija Devi, Subhra Guha (en) ou Falguni Mitra (en).
Si son père fut son premier guru, Ajoy Chakrabarty reçut aussi l'enseignement de Pannalal Samanta, Kanaidas Baigari ou Jnan Prakash Ghosh.
Ajoy Chakrabarty s'illustre aussi dans le khyal, le thumri, le tappâ, le bhajan, le kirtan et la musique de film.
Il a joué avec de nombreux artistes, dont Balamuralikrishna.
Sa fille, Kaushiki Chakraborty, est aussi musicienne